# Pipistrellus javanicus
Pipistrellus javanicus — вид роду нетопирів.

## Середовище проживання
Країни проживання: Афганістан, Бангладеш, Бруней-Даруссалам, Камбоджа, Китай, Індія, Індонезія,Лаоська Народно-Демократична Республіка, Малайзія, М'янма, Непал, Пакистан, Філіппіни, Сінгапур, Таїланд, В'єтнам. Він був записаний від рівня моря приблизно до 2380 м над рівнем моря. Цей вид зустрічається в різних типах середовища проживання від первинних і вторинних лісових регіонів, сільськогосподарських ландшафтів (в тому числі каучукові плантації) до міських районах. Лаштує сідала на деревах, щілинах і тріщинах в стінах, на стелях будинків, в старих будівлях, храмах, під корою і в отворах великих дерев, дуплах дерев невеликими групами по кілька осіб. Вилітає на полювання рано, рухається повільно і полює на мух, мурах та інших дрібних комах. Є три сезони розмноження і два малюка зазвичай народжується.

## Загрози та охорона
Загалом немає серйозних загроз для цього адаптованого виду. Цей вид зустрічається в багатьох охоронних територіях в Південно-Східній Азії.